# Tampere
Tampere (svensk: Tammerfors) er med sine 255.333(2024) indbyggere den tredjestørste by i Finland, og den største indlandsby i Norden. Byen har et areal på 687,98 km².
Tammerfors er en bykommune i landskabet Birkaland i det vestlige Finland. Kommunen og landskabet hører under Vest og Indre Finlands regionsforvaltning.
Byen blev grundlagt af Gustav 3. af Sverige i 1779 ved fossen Tammerkoski mellem søerne Näsijärvi og Pyhäjärvi, hvor der blev etableret en dæmning. Udnyttelse af vandkraft gjorde det muligt at opbygge et industrisamfund her allerede i 1800-tallet, og netop vandkraften har i høj grad været en medvirkende årsag til, at Tampere også i moderne tid er en betydelig industriby. Byens mange væverier og maskinfabrikker har været med til at give byen tilnavnet "Finlands Manchester".
I dag er byen også et betydningsfuldt uddannelsesmæssigt center med to højskoler (et universitet og et politiakademi). Finlands eneste politiakademi findes i Tampere. Byens sportsklubber er blandt andet Tampereen Pyrintö (basketball) og Tampere United. I december 2021 blev en ny multiarena, Nokia Arena, åbnet for at tjene som mødested for IIHF Verdensmesterskabet 2022.
Blandt Tamperes seværdigheder findes ikke mindst Tampere Kunstmuseum med Mumidalen og den model af mumi-huset som Tove Jansson og hendes venner byggede, og en lang række skitser, manuskripter med mere, som danner grundlag for den meget store børne-TV succes Mumitroldene.